# Província de Medina
La província de Medina (مِنْطَقَة ٱلْمَدِيْنَة ٱلْمُنَوَّرَة Minṭaqat Al-Madīnah Al-Munawarah) és una Míntaqa d'Aràbia Saudita situada a Hijaz, a la costa del Mar Roig. Té una superfície de 151.990 km² i una població de 2.132.679 (cens de 2017). Està subdividida en sis Muhàfadha. És la tercera província més gran d'Aràbia Saudita i la cinquena més poblada. La míntaqa té 77 governorats, 44 dels quals estan classificats com de categoria A  i 33 de categoria B.
| Muhafazat      | Població |
| -------------- | -------- |
| Medina         | 995.619  |
| Al Hunakiyah   | 52.549   |
| Mahd Al Thahab | 53.687   |
| Al-'Ula        | 57.495   |
| Badr           | 58.088   |
| Yanbo          | 249.797  |
| Khàybar        | 45.489   |

La ciutat de Medina, la segona més sagrada de l'islam, és la capital de la província. El Mintaqah també inclou altres ciutats com Yanbo i Badr. El jaciment arqueològic Madaïn Sàlih està inscrit a la llista de Patrimoni de la Humanitat per la UNESCO.

## Població
| Any  | Població  |
| ---- | --------- |
| 1990 | 1.084.947 |
| 2004 | 1.512.724 |
| 2010 | 1.781.733 |
| 2022 | 2.389.452 |

## Geografia

Hegra a Al-Hula

La major part de la província és desèrtica i té un clima molt càlid i sec. La seva superfície està dominada sobretot per deserts arenosos i rocosos, tot i que hi ha alguns oasis.
El mont Úhud, la montanya més alta de la província, arriba als 1077 metres damunt del nivell del mar. Radwah i la Colina dels Arquers són altres zones montanyoses.
La província també té zones costaneres al Mar Roig. En general aquestes són planes de la costa que gaudeixen d'un clima càlid i que estan rodejades de zones agrícoles fèrtils.

## Política i administració

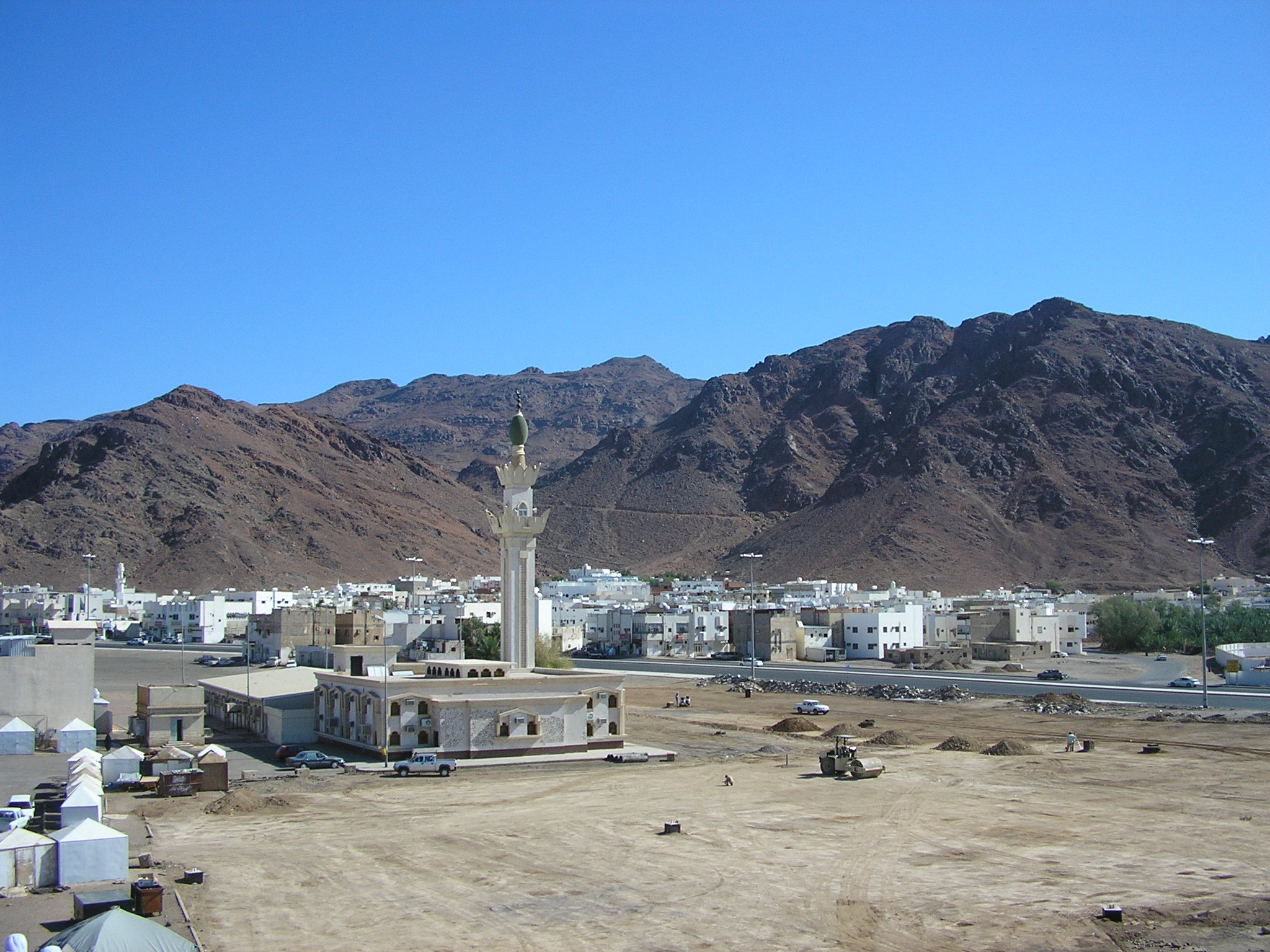
El mont Úhud, muntanya més alta de la província

### Organització política
L'emir de la província té el rang de ministre. Per sota seu, hi ha els càrrecs vice-emir, subsecretari, governador A, vice governador A i governador B. Aquests càrrecs tenen una posició de superior a inferior.Mar Roig. En general aquestes són planes de la costa que gaudeixen d'un clima càlid i que estan rodejades de zones agrícoles fèrtils.

### Llista d'emirs (governadors)
- Medina masjid nabaviMuhammad bin Abdulaziz (1926–1954)[8]

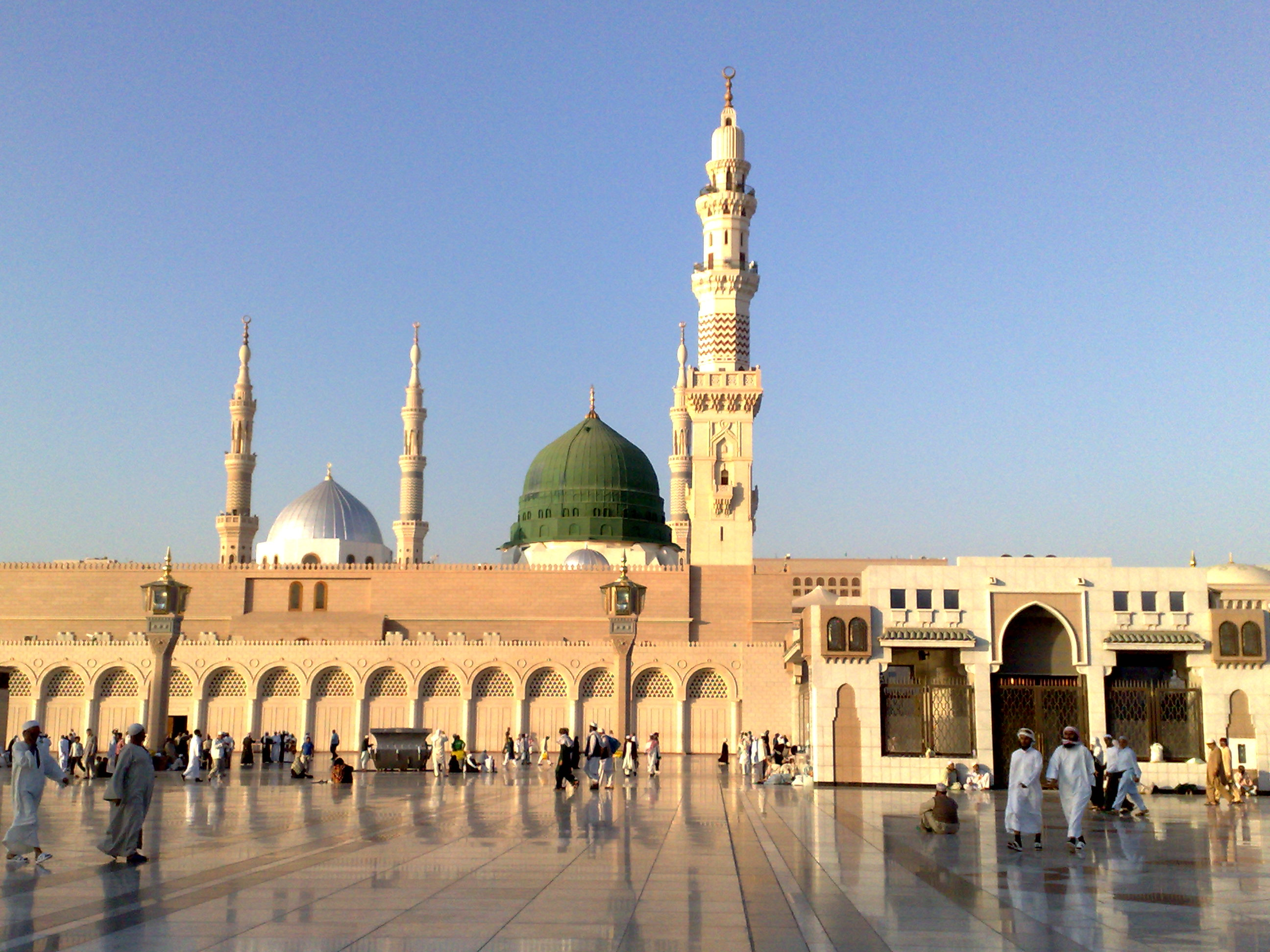
Medina masjid nabavi

- Abdul Muhsin bin Abdulaziz (1965–1985)
- Abdul Majeed bin Abdulaziz (1986–1999)
- Muqrin bin Abdulaziz (1999–2005)
- Abdulaziz bin Majid (2005–2013)[9]
- Faisal bin Salman bin Abdulaziz Al Saud (2013–2023)
- Salman bin Sultan (2023–present)[10]

## Història

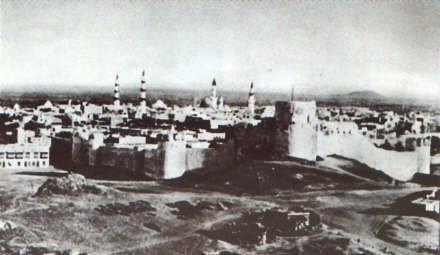
Medina al 1890

S'han trobat petjades a la província de l'Edat del bronze, a les ruines de Madain Salih i Hegra. La zona d'Al Ula ha estat important al llarg de la història perquè està situada a la ruta de l'encens, igual que la ciutat de Yanbo. Medina va tenir un paper molt destacat per a l'expansió de l'Islam i va ser considerada santa per Mahoma, que va continuar sent la capital de l'Imperi islàmic després de la conquesta de La Meca.

## Turisme i patrimoni

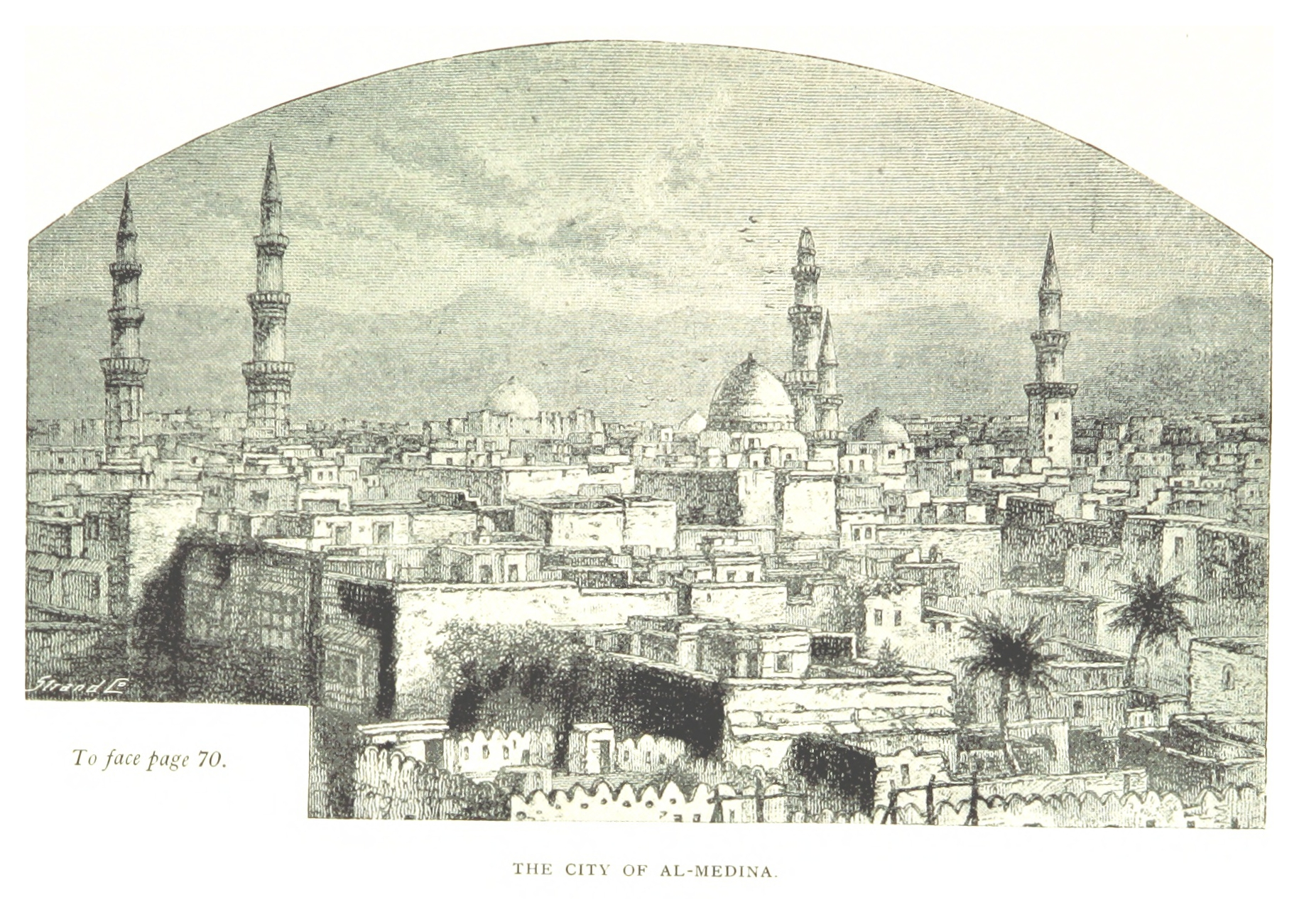
gravat de Medina de 1895

Entre les principals destinacions turístiques de l'emirat de Medina destaquen:
- La ciutat santa de Medina. La segona més sagrada per l'Islam i és on hi ha enterrat el profeta Mahoma. Hi destaca la mesquita Masjid Quba, una de les més antigues del món.

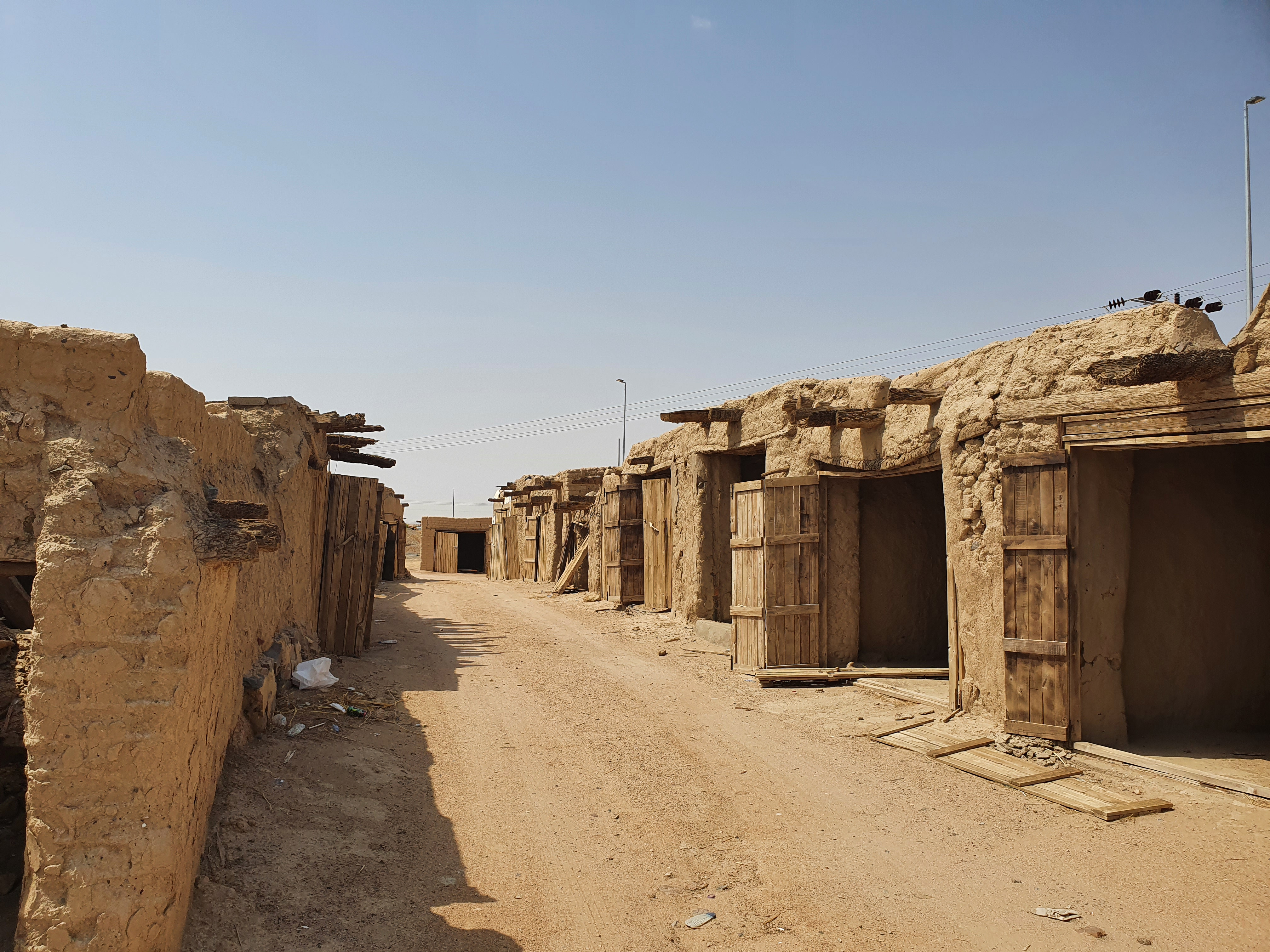
Ruïnes del vell mercat de Yanbu

- Ruïnes del vell mercat de YanbuLa ciutat emmurallada d'Al-Ula (del segle VI), a 20 km del jaciment arqueològic de Madaïn Sàlih o Hegra, classificada per la UNESCO com Patrimoni de la Humanitat. Restes del Regne dels Nabateus. A la ciutat també hi ha altres espais importants com la Roca de l'Elefan i la Tomba de Lihyan fill de Kuza.

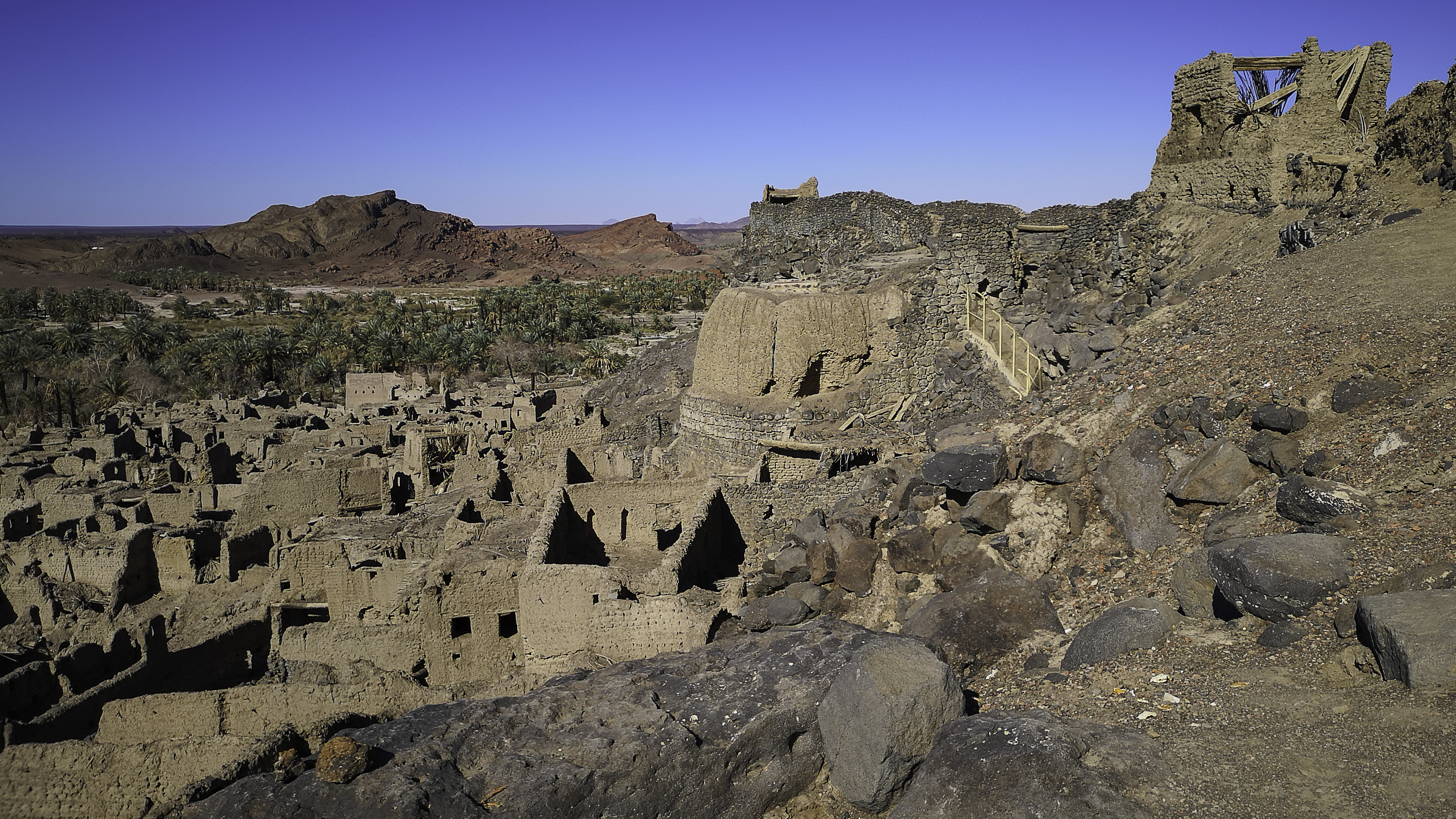
Fortalesa de Khaybar

- Fortalesa de KhaybarYanbo, la segona ciutat portuària més gran i un dels més antics del Mar Roig després de Jiddah. És el port de la ciutat de Medina que rep molts pelegrins. Té importants esculls de coralls.
- Wadi Al-Jinn (Baida), a 30 km de Medina és un riu sec per a fer-hi excursions amb 4x4.